# Rue du Mail (Rouen)
Pour les articles homonymes, voir Rue du Mail.
La rue du Mail est une voie publique de la commune française de Rouen.

## Situation et accès
Elle est située sur la rive gauche de la Seine.

## Origine du nom
À la suite d'une décision du conseil municipal de Rouen du 14 mars 1884, l'avenue des Chantiers prend le nom de rue du Mail, ancienne promenade plantée qui existait à cet endroit au siècle précédant.
Le nom vient d'un terrain de jeu de mail.

## Historique
La rue est partiellement détruite par des bombardements le 19 avril 1944 et du 25 au 27 août 1944.

## Bâtiments remarquables et lieux de mémoire
Un constructeur automobile, la Société Bournhonet, Lerefait et Cie, y est établi au no 51 bis dans les années 1910.